# Thelonious Monk: Straight, No Chaser
Thelonious Monk: Straight, No Chaser é um documentário de 1988 sobre a vida do pianista e compositor de bebop Thelonious Monk. Dirigido por Charlotte Zwerin, apresenta performances ao vivo de Monk e seu grupo e entrevistas póstumas com amigos e familiares. O filme foi criado quando uma grande quantidade de imagens arquivadas de Monk foi encontrada na década de 1980. 
O filme, produzido pela Malpaso Productions (produtora de Clint Eastwood), é distribuído pela Warner Bros; Eastwood foi produtor executivo.[carece de fontes?]
Em 2017, o filme foi selecionado para preservação no National Film Registry dos Estados Unidos pela Biblioteca do Congresso como sendo "cultural, histórica ou esteticamente significativo". 